# Leander Petzoldt
Leander Petzoldt (* 28. August 1934 in Rennerod; † 14. April 2024 in Bad Waldsee) war ein deutscher Volkskundler und Erzählforscher.

## Werdegang
Petzoldt studierte zunächst Germanistik, Anglistik, Geographie und Volkskunde an den Universitäten Frankfurt am Main, Berlin (FU) und Mainz. 1964 wurde er bei Lutz Röhrich mit der Arbeit Der Tote als Gast. Volkssage und Exempel promoviert. Von 1963 bis 1975 war er wissenschaftlicher Mitarbeiter an der Akademie der Wissenschaften und der Literatur zu Mainz, 1967 bis 1973 wissenschaftlicher Assistent am Lehrstuhl für Volkskunde der Universität Freiburg im Breisgau. Im Anschluss daran wurde er Professor für Literaturwissenschaft und Volkskunde an der Pädagogischen Hochschule Weingarten. 1974 habilitierte er sich an der Universität Gießen. Ab 1985 lehrte er als Ordinarius am Institut für Europäische Ethnologie/Volkskunde der Universität Innsbruck, 2002 wurde er emeritiert. 2015 wurde ihm das Österreichische Ehrenkreuz für Wissenschaft und Kunst 1. Klasse überreicht.

## Schriften (Auswahl)
- Der Tote als Gast. Volkssage und Exempel. (= FF Communications. 200 = Band 84, 1). Suomalainen tiedeakatemia, Helsinki 1968, (Zugleich: Mainz, Universität, Dissertation, 1964).
- als Herausgeber: Deutsche Volkssagen. Beck, München 1970, ISBN 3-406-02542-0.
- mit Heinz Plempe: Bibliographie zur Ikonographie und materiellen Kultur des Wallfahrtswesens. Alemannisches Institut u. a., Freiburg (Breisgau) 1972.
- Schenkenberg. Eine Wallfahrt im Hegau (= Hegau Bibliothek. 19, ZDB-ID 515001-2 = Schriftenreihe des Kreises Donaueschingen. 12). Verein für Geschichte des Hegaus e. V., Singen (Hohentwiel) u. a. 1972.
- Bänkelsang. Vom historischen Bänkelsang zum literarischen Chanson (= Sammlung Metzler. 130). Metzler, Stuttgart 1974, ISBN 3-476-10130-4.
- als Herausgeber: Historische Sagen. Beck’sche Sonderausgaben. Beck, München 1976–1977.
  - Band 1: Fahrten, Abenteuer und merkwürdige Begebenheiten. 1976, ISBN 3-406-00723-6.
  - Band 2: Ritter, Räuber und geistliche Herren. 1977, ISBN 3-406-00778-3.
- Volkstümliche Feste. Ein Führer zu Volksfesten, Märkten und Messen in Deutschland. Beck, München 1983, ISBN 3-406-08511-3.
- Dämonenfurcht und Gottvertrauen. Zur Geschichte und Erforschung unserer Volkssagen (= WB-Forum. 45). Wissenschaftliche Buchgesellschaft, Darmstadt 1989, ISBN 3-534-80110-5.
- Märchen, Mythos, Sage. Beiträge zur Literatur und Volksdichtung. Elwert, Marburg 1989, ISBN 3-7708-0893-2.
- Volkskunst. Volkstümliche Kunst rund um den Bodensee (= Kunst am See. 21). Gessler, Friedrichshafen 1989, ISBN 3-922137-59-8.
- Kleines Lexikon der Dämonen und Elementargeister (= Beck’sche Reihe. 427). Beck, München 1990, ISBN 3-406-34019-9.
- als Herausgeber: Märchen aus Österreich. E. Diederichs, München 1991, ISBN 3-424-01090-1.
- Einführung in die Sagenforschung. Universitäts-Verlag Konstanz, Konstanz 1999, ISBN 3-87940-682-0 (3. Auflage (= UTB. 2353). ebenda 2002, ISBN 3-8252-2353-1 (Rezension)).
- Sagen, Märchen und Schwänke aus Südtirol. Gesammelt von Willi Mai, herausgegeben mit Anmerkungen und Kommentar von Leander Petzoldt im Auftrag der Gesellschaft für Tiroler Volkskultur. 2 Bände. Tyrolia, Innsbruck u. a. 2000–2002.
  - Band 1: Wipptal, Pustertal, Gadertal. 2000, ISBN 3-7022-2227-8.
  - Band 2: Bozen, Vinschgau und Etschtal. 2002, ISBN 3-7022-2228-6.
- Tradition im Wandel. Studien zur Volkskultur und Volksdichtung. Lang, Frankfurt (Main) u. a. 2002, ISBN 3-631-37362-7.
- als Herausgeber: Sagen aus Österreich. Marix, Wiesbaden 2007, ISBN 978-3-86539-118-6.
- als Herausgeber: Historische Sagen. Von der Antike bis zur Gegenwart. Marix, Wiesbaden 2008, ISBN 978-3-86539-159-9.
- Magie. Weltbild, Praktiken, Rituale. C. H. Beck, München 2011, ISBN 978-3-406-62150-5.